# Chiesa di San Pietro Apostolo (Caserta)
La chiesa parrocchiale di San Pietro apostolo è il principale luogo di culto cattolico di Aldifreda, frazione storica di Caserta in pianura, in diocesi di Caserta.

## Storia
Comparve per la prima volta nella bolla di Senne, arcivescovo di Capua, a delimitazione della diocesi di Caserta del 1113. La chiesa è citata nel privilegio di papa Alessandro III del 1178. Comparve poi in una pergamena del 1266, nelle decime degli anni 1308-1310 e 1326-1327. La prima citazione come parrocchia risale al 1533. A parte le scarne citazioni presenti nelle visite pastorali del 17° e del 18° secpòp, la prima descrizione sommaria fu pubblicata da Esperti nel 1775.
Lo studio dello scavo archeologico realizzato in occasione dei restauri del 2007 ha evidenziato la presenza di una fossa granaia, indizio di una villa rustica altomedievale
La chiesa fu modificata già nel medioevo come sostiene Busino che individua almeno tre fasi tra XI e XV secolo. Altri lavori citati in documenti d'archivio furono effettuati tra il 1702 e il 1722 (forse conclusi nel 1703, come sostiene Busino), nel 1807 e nel 1858-59 (rintracciati nell'Archivio di Stato di Caserta da Di Lorenzo), nel 1872-1873 (Busino, nel 1919 (da documenti dell'Archivio della parrocchia, pubblicati da Di Lorenzo) e nel 1962 (Busino. Dal 2005 la chiesa è stata oggetto di un restauro (diretto dall'architetto Dante Specchia) che ha riportato alla luce affreschi e decorazioni medievali ed ha riportato la pavimentazione alla quota dell'epoca tardo medievale. 
Il restauro ha consentito di confermare che la struttura architettonica attuale è sostanzialmente quella dell’edificio medievale. La chiesa è orientata est-ovest con facciata ad est.

## Facciata
La facciata della chiesa è esito del restauro del 1703 che allungò di poco l'aula medievale. Si apre su un piccolo sagrato chiuso da una cancellata. La facciata è inquadrata da fasce in stucco che, senza interruzione, incorniciano anche una finestra rettangolare e il portale. Il portale è timpanato e reca un cartiglio in stile tardobarocco, oggi privo dell'iscrizione che forse ospitava in origine. La facciata è conclusa da un timpano triangolare al cui centro è un fregio in stucco bianco in cui sono scolpite la tiara papale e le chiavi, simboli di san Pietro.

## Il campanile
Nella parte destra del timpano che chiude la facciata si innesta un campanile apparentemente a vela ma che ha una piccola cella rettangolare, con due arcate a tutto sesto e coronamento a tetto spiovente a doppia falda. Le campane sono antecedenti al 1858, una reca la data 1852.

## La facciata laterale

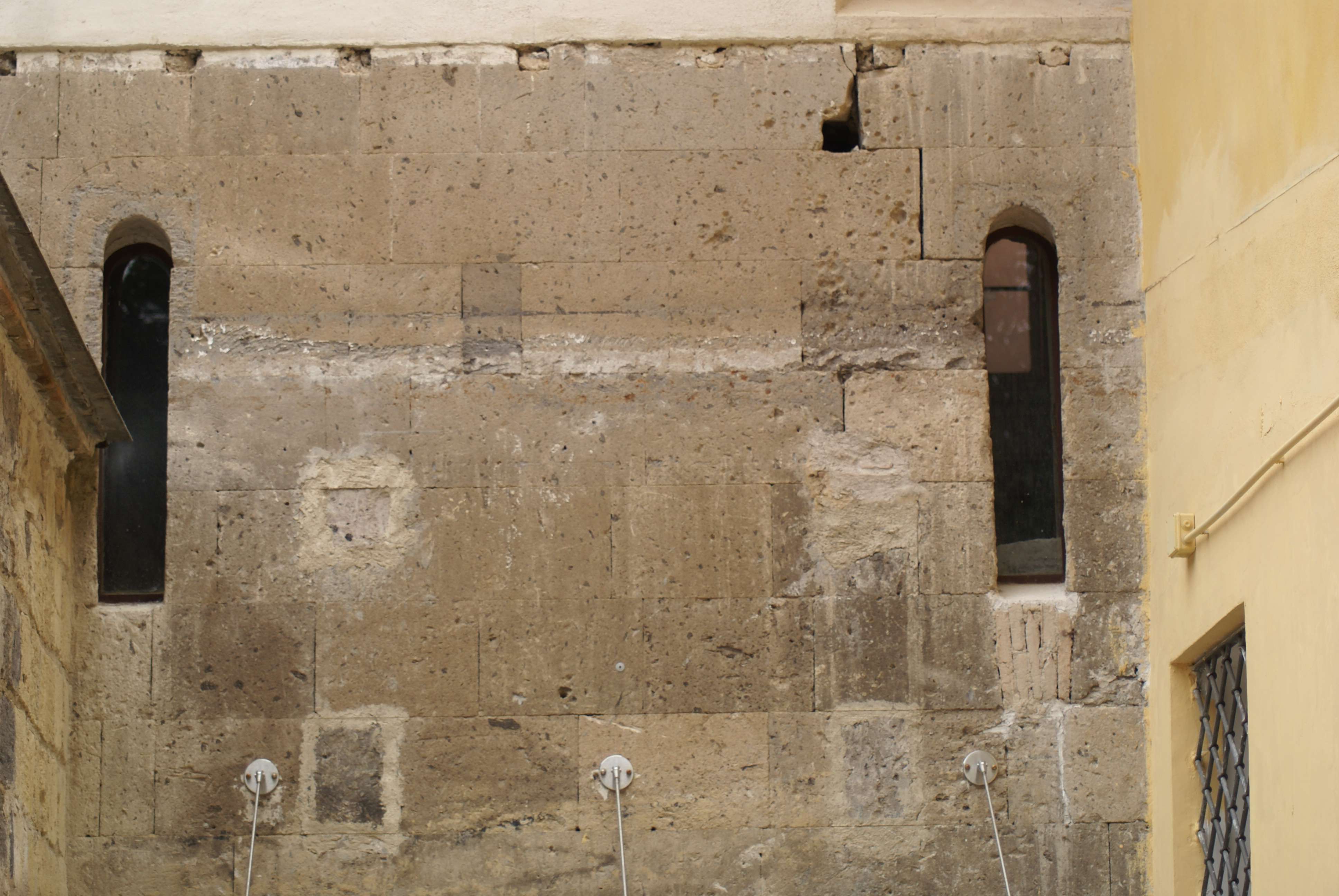
San Pietro apostolo in Aldifreda di Caserta, prospetto laterale, paramento murario in tufo del 1113 - 1140.

La facciata laterale è di datazione dibattuta. Busino la ritiene coeva alla fondazione della chiesa e quindi pertinente alla fase conclusa prima del 1113. Di Lorenzo sostiene una datazione successiva, nell'intervallo 1120 - 1140, giustificandone la realizzazione come monumentalizzazione dell'edificio successivo all'avanzamento della cantiere del Duomo di Casertavecchia, con cui ha numerosi punti di contatto.

## Interno
La chiesa ha un'unica navata, coperta a botte come già attestato in Esperti nel 1775. Il restauro ha conservato le decorazioni delle pareti e della volta databili a poco prima del 1932.
A circa metà della navata si apre la cappella del Rosario, sul fianco sinistro. 
Il presbiterio è absidato, modificato nei secoli ampliando la struttura originaria. Nelle pareti laterali della navata sono state riportate alla luce le cornici delle finestre (monofore) della chiesa medievale.

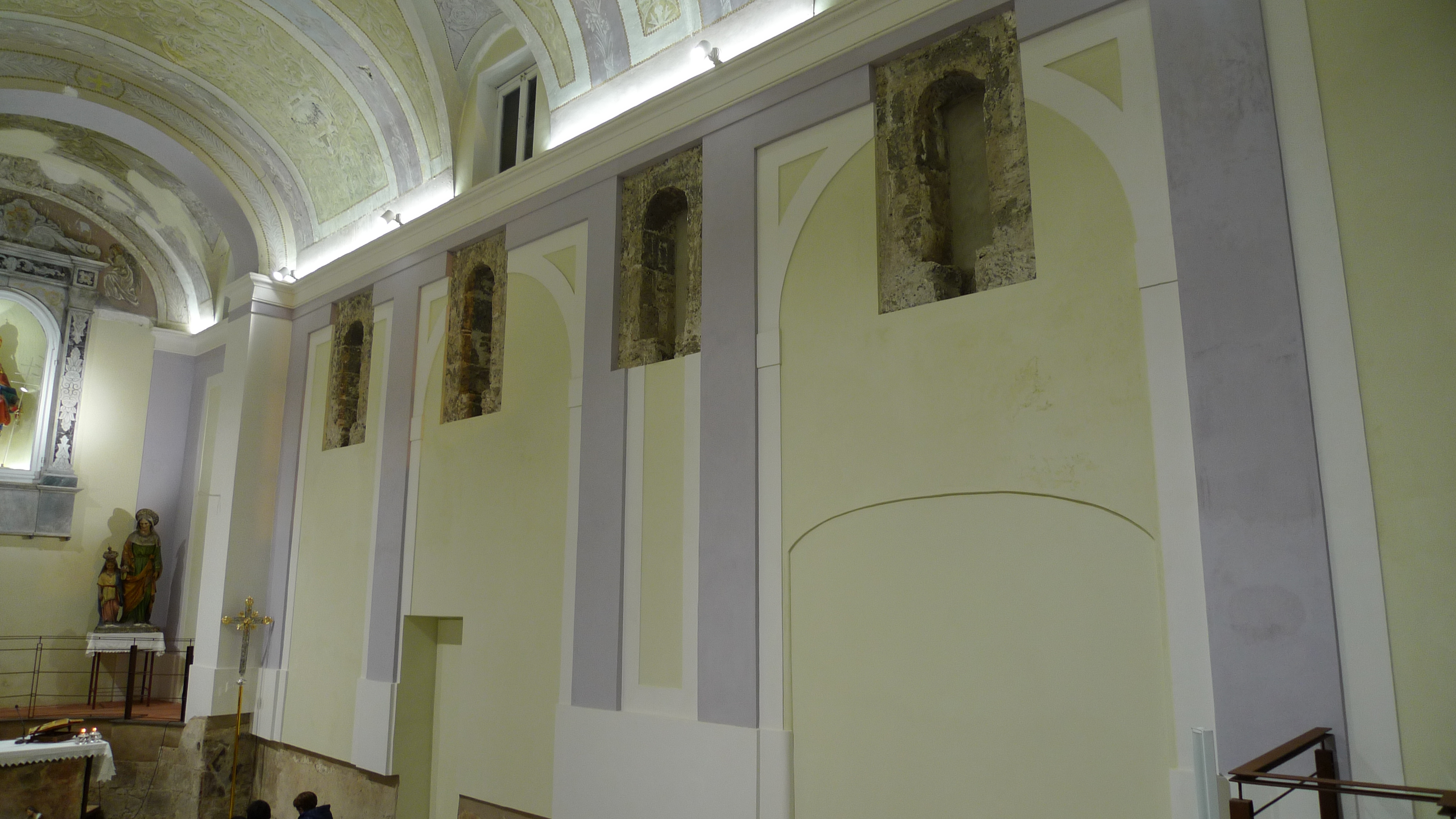
San Pietro apostolo in Aldifreda di Caserta, navata, prospetto laterale destro con le cornici delle finestre medievali.

## Opere d’arte

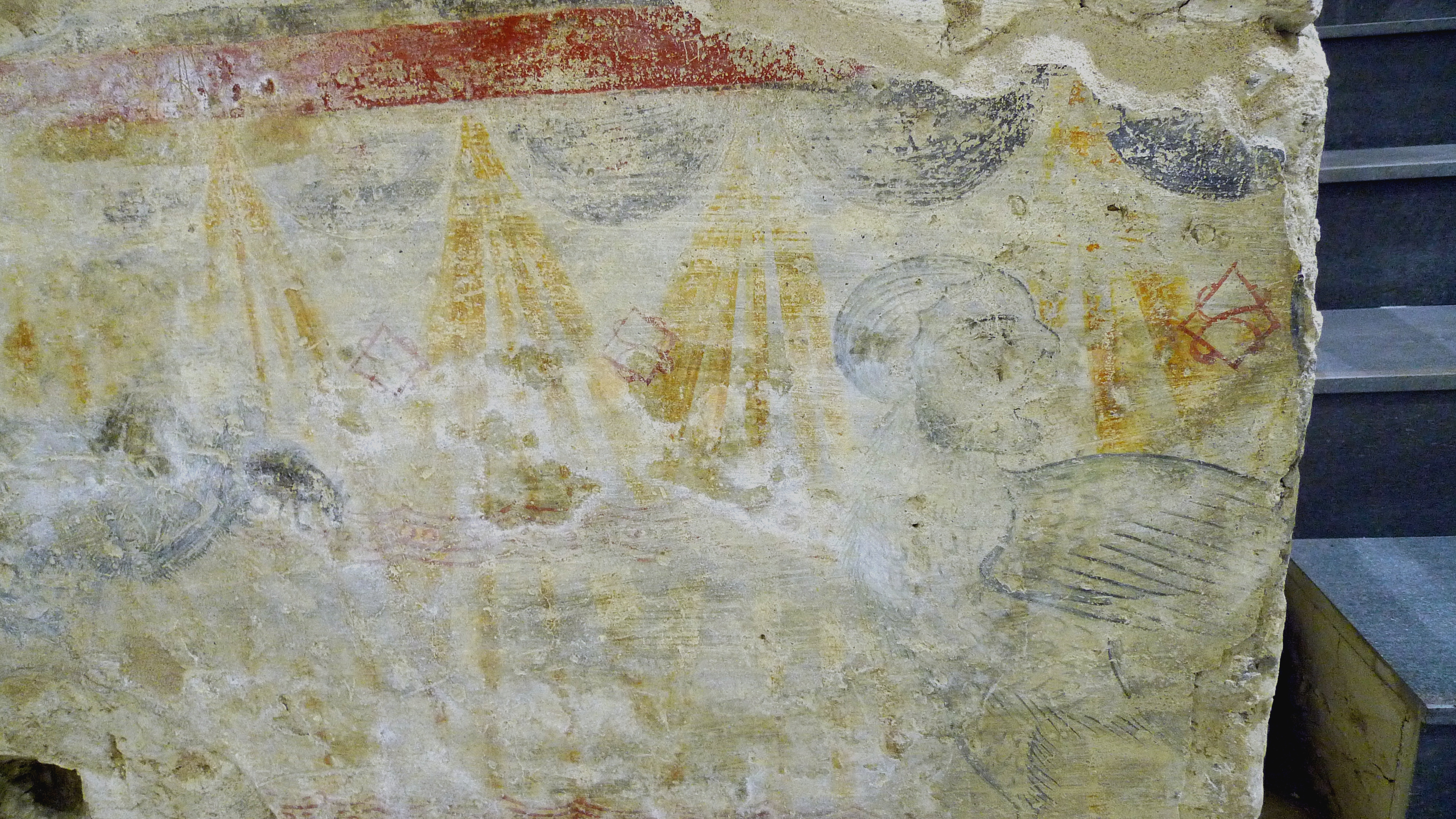
San Pietro apostolo in Aldifreda di Caserta, affreschi medievali (sec. 12°) con sovrapposizioni rinascimentali.

I restauri hanno riportato alla luce affreschi medievali datati alla fase di fondazione della chiesa o alla successiva monumentalizzazione degli anni 1120 - 1140. Sono disposti sulla controfacciata della chiesa medievale, orientata verso est. Raffigurano un velario realizzato secondo una soluzione nota in altre chiese medievali di Terra di Lavoro realizzate nel XII secolo ed in particolare nell'abbazia di San Magno in Fondi. Sul velario medievale, tra 1400 e 1500, furono sovrapposti piccoli animali, in uno stile simile a quello delle miniature dei codici dell'epoca.

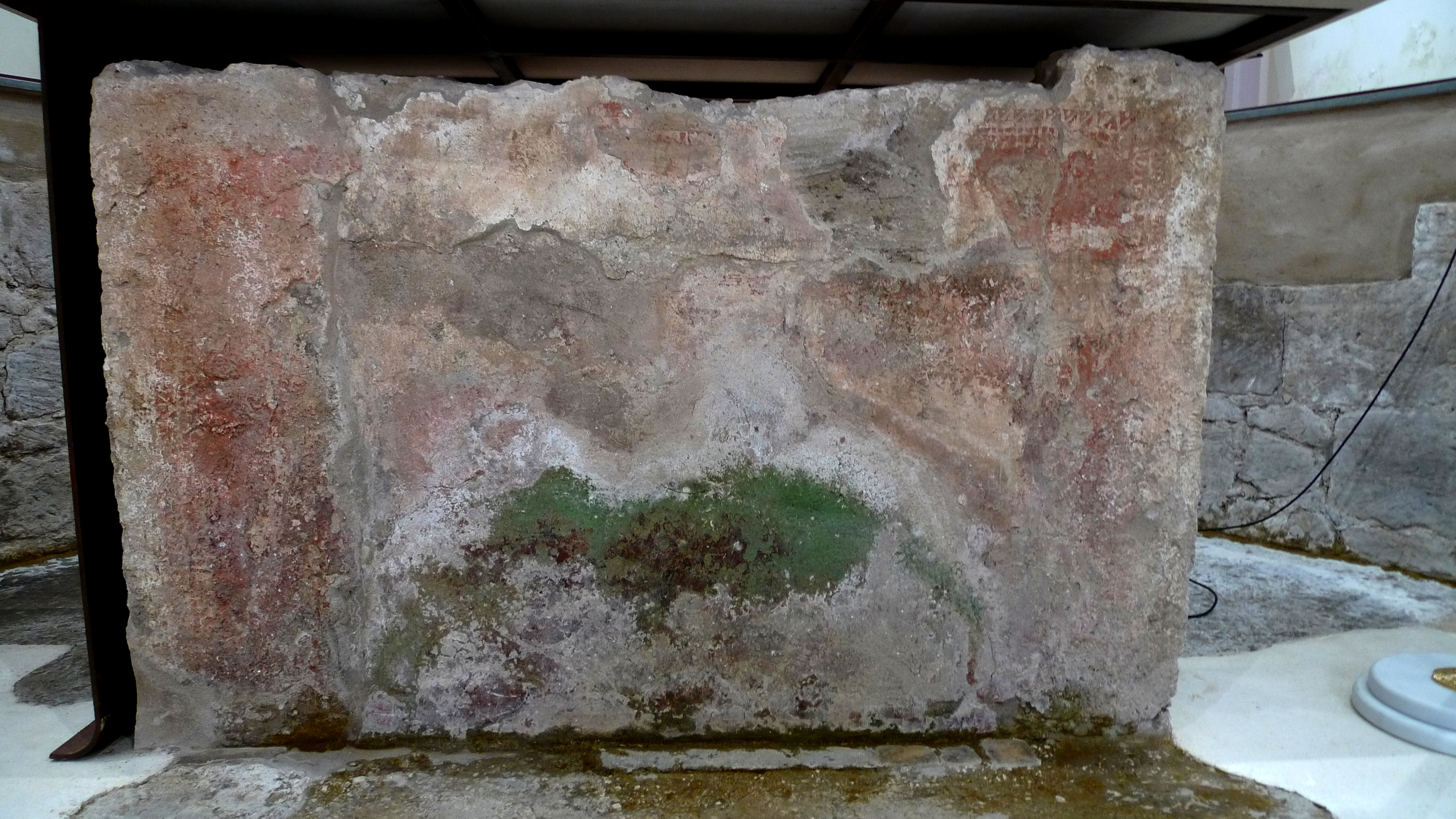
San Pietro apostolo in Aldifreda di Caserta, altare maggiore con decorazioni ad affresco, secolo 14°.

Gli affreschi di decorazione geometrica del paliotto dell'altare sono databili al XIV secolo. 

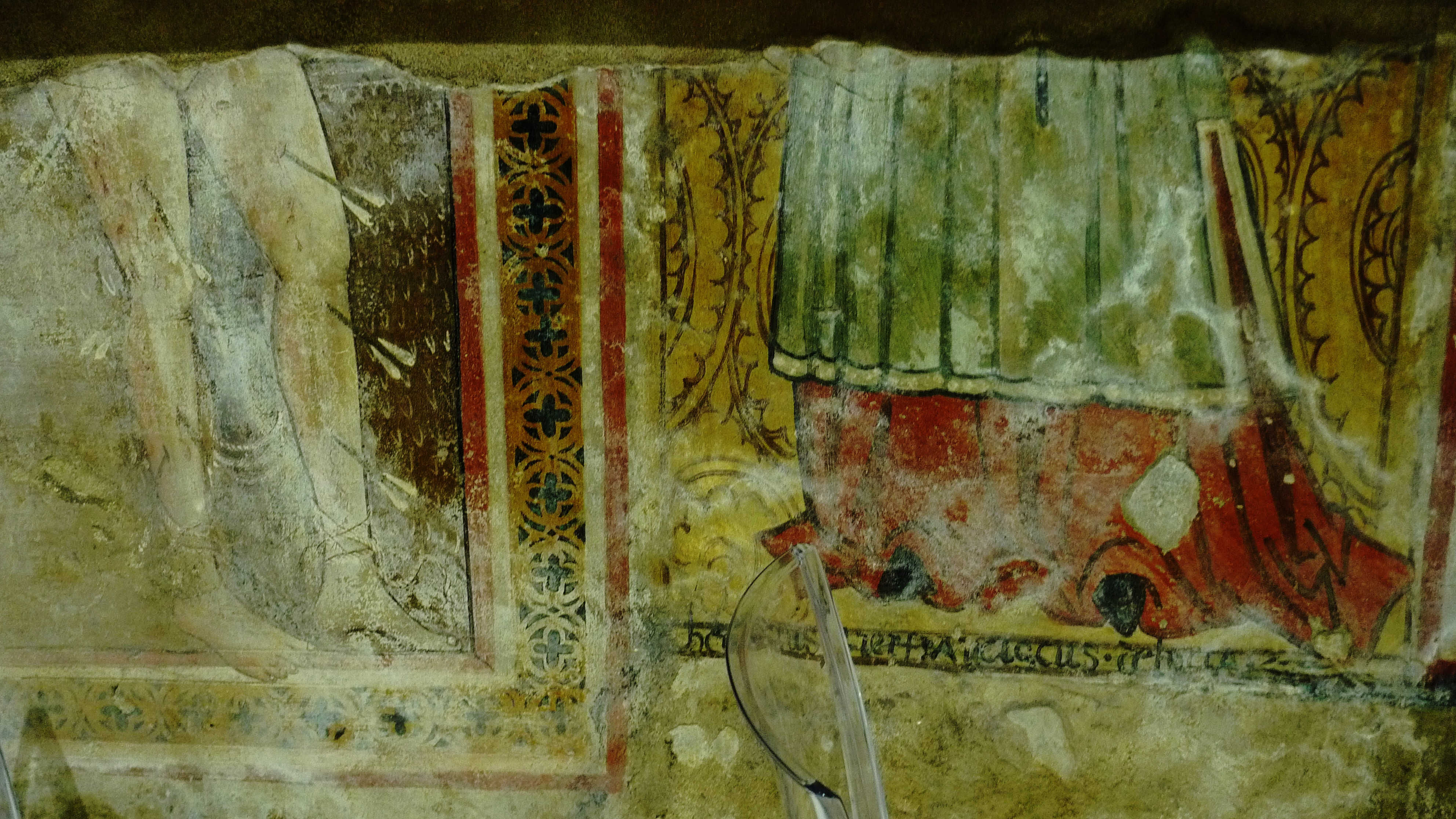
San Pietro apostolo in Aldifreda di Caserta, affreschi della navata sinistra originaria, 1480 - 1500.

I frammenti di affresco di gusto rinascimentale della parete sinistra sono datati al 1480-1500 e rappresentano il probabile committente, san Sebastiano, un santo vescovo o diacono e san Giacomo apostolo.

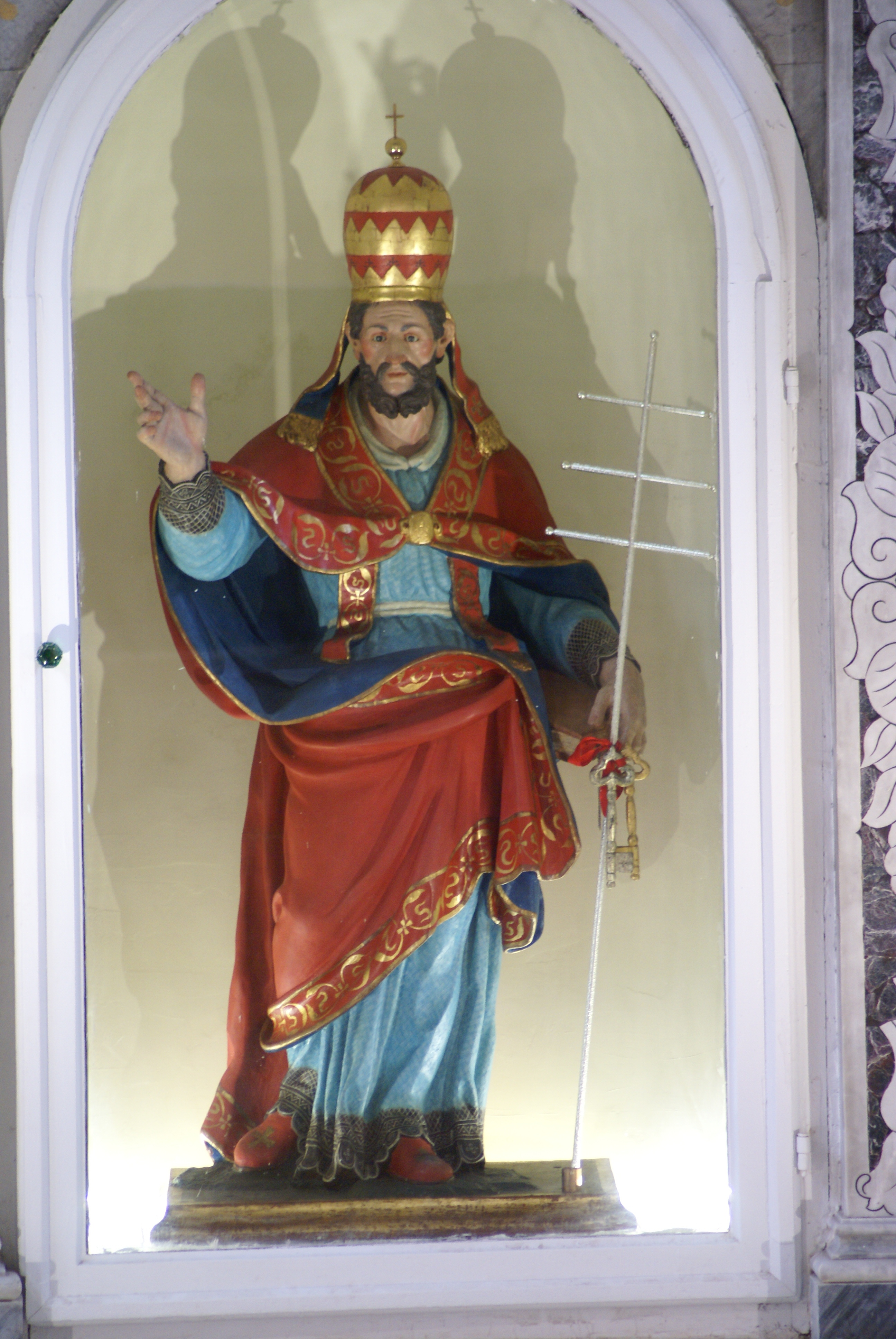
San Pietro apostolo in Aldifreda di Caserta, statua di san Pietro (ambito napoletano, secolo 18°).

La statua di san Pietro è opera di uno ignoto sculture di cultura napoletana attivo nei primi decenni del 1700.